# Julio Soler
Julio Soler Guerrero (n. Ceuta, España; 4 de junio de 1965) es un exfutbolista español que se desempeñaba como centrocampista.

## Clubes
| Club                   | País   | Año         |
| ---------------------- | ------ | ----------- |
| Albacete Balompié      | España | 1990 - 1993 |
| Real Betis             | España | 1993 - 1995 |
| CD Badajoz             | España | 1995        |
| Granada Club de Fútbol | España | 1995 - 1996 |